# Pseudohermonassa melancholica
Pseudohermonassa melancholica là một loài bướm đêm trong họ Noctuidae.